# Василевские Нивы
Василевские Нивы — деревня в Усвятском районе Псковской области России. Входит в состав сельского поселения «Усвятская волость».

## География
Находится на юге региона, в северной части района, в лесной местности.
Уличная сеть не развита.

## История
В 1941—1944 гг. территория, где находится деревня, находилась под фашистской оккупацией войсками Гитлеровской Германии.
В соответствии с Законом Псковской области от 28 февраля 2005 года № 420-ОЗ деревня Василевские Нивы вошла в состав образованного муниципального образования Усвятская волость.

## Население
| 2001 | 2002 | 2010 |
| ---- | ---- | ---- |
| 12   | ↘11  | ↘7   |

## Инфраструктура
Личное подсобное хозяйство.

## Транспорт
Просёлочная дорога.